# Lentilă (geologie)

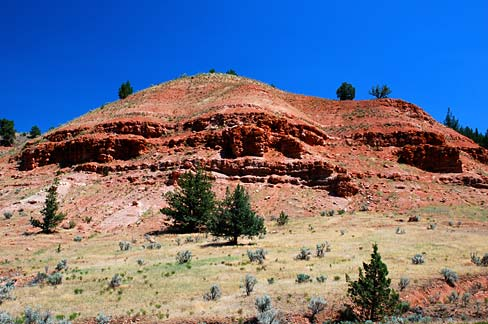
Formaţiuni geologice lenticulare vizibile într-un versant erodat

În geologie lentila este o formă de zăcământ a corpurilor de minereuri și de roci, caracterizată prin reducerea în toate direcțiile a grosimii sale până la dispariție și care arată ca o lentilă convexă în secțiune transversală. În mod obișnuit, o lentilă are raportul dintre grosime și lățime cuprins între 1 : 1 și 1 : 100 (de exemplu lentilă de bauxită etc.).
De asemenea, se poate referi la o formațiune de formă neregulată formată dintr-un depozit poros, sedimentar, permeabil, înconjurat de rocă impermeabilă.
De exemplu, zăcământul de sare de la Ocnele Mari are forma unei lentile alungite care măsoară pe direcția E-V cca.7,5 km, iar pe direcția N-S cca. 3,5 km.